# Hantili II
Hantili II (fl. XV secolo a.C.) è stato un sovrano ittita vissuto attorno alla metà XV secolo a.C..

## Biografia
Hantili era figlio e tuhkanti del sovrano ittita Alluwamna, come attestato da un documento di concessione terriera indirizzato da questi ad Hantili stesso; sebbene nelle "liste delle offerte" agli antenati reali Hantili sia citato subito dopo suo padre, sulla base di alcuni sigilli reali ritrovati a Hattuša, è possibile che tra i due vi sia stato un breve interregno di Tahurwaili, cugino del re Telipinu già coinvolto nella usurpazione del trono messa in atto anni prima da Huzziya I. 
Sua madre fu Harapšeki, la figlia del re Telipinu.
Durante il regno di Hantili si registra per la prima volta la menzione del popolo dei Kaska, una bellicosa tribù del Nord che per anni, dal Ponto anatolico, avrebbe flagellato la zona settentrionale dell'impero ittita, inclusa la capitale Hattuša; proprio in questo periodo i Kaska saccheggiarono e sottrassero agli Ittiti la città sacra di Nerik, cha sarebbe stata recuperata solo 200 anni più tardi sotto Hattušili III.
Probabilmente per limitare i danni delle incursioni da Nord, Hantili diede inizio ad una ampia opera di fortificazione della capitale e di altre città dell'area settentrionale.
Sul fronte diplomatico pare che il sovrano abbia proseguito le azioni intraprese dai suoi predecessori nei confronti del regno meridionale di Kizzuwatna, con cui i rapporti sembrano essere sempre migliori; è
Hantili II, probabilmente, l'ignoto re ittita del trattato di alleanza stipulato col re Paddatishu.
Non abbiamo altri dettagli familiari su questo re, visto che nelle liste delle offerte non è riportato il nome di alcuna moglie, né di alcun figlio.
A lui successe Zidanta II, probabilmente un nipote.